# Mistrovství světa v biatlonu 2019 – závod s hromadným startem mužů
Závod s hromadným startem mužů na Mistrovství světa v biatlonu 2019 se konal v neděli 17. března jako v pořadí pátý mužský závod biatlonu v lyžařském středisku Östersunds skidstadion. Zahájení závodu s hromadným startem proběhlo v 16.00 hodin středoevropského času. Závodu se zúčastnilo celkem 30 biatlonistů.
Obhájcem titulu byl Němec Simon Schempp, který do závodu nezasáhl. Úřadujícím olympijským vítězem v této disciplíně z pchjongčchangských her byl Francouz Martin Fourcade, který v závodě skončil na 24. pozici.
Mistrem světa se stal Ital Dominik Windisch, pro kterého to byla druhá medaile z tohoto šampionátu, ale vůbec první individuální ze všech dosavadních mistrovství, jichž se účastnil. Stříbro získal francouzský závodník Antonin Guigonnat, který získal na světovém šampionátu svou první medaili. Na třetím místě dojel Rakušan Julian Eberhard, který taktéž vystoupal na individuální stupně vítězů na mistrovství světa poprvé.

## Výsledky
| Pořadí           | Č. | Sportovec                  | Stát      | Čas     | Střelba (L+L+S+S) | Ztráta  |
| ---------------- | -- | -------------------------- | --------- | ------- | ----------------- | ------- |
| Zlatá medaile    | 24 | Dominik Windisch           | Itálie    | 40:54,1 | 3 (1+1+1+0)       |         |
| Stříbrná medaile | 11 | Antonin Guigonnat          | Francie   | 41:16,9 | 3 (2+0+0+1)       | +22,8   |
| Bronzová medaile | 15 | Julian Eberhard            | Rakousko  | 41:17,4 | 4 (0+0+3+1)       | +23,3   |
| 4.               | 4  | Alexandr Loginov           | Rusko     | 41:21,5 | 5 (0+3+2+0)       | +27,4   |
| 5.               | 6  | Quentin Fillon Maillet     | Francie   | 41:27,3 | 4 (1+1+1+1)       | +33,2   |
| 6.               | 3  | Arnd Peiffer               | Německo   | 41:33,7 | 4 (0+0+2+2)       | +39,6   |
| 7.               | 10 | Simon Eder                 | Rakousko  | 41:38,0 | 1 (0+0+0+1)       | +43,9   |
| 8.               | 12 | Benedikt Doll              | Německo   | 41:38,5 | 5 (0+1+1+3)       | +44,4   |
| 9.               | 7  | Tarjei Bø                  | Norsko    | 41:42,0 | 5 (0+0+3+2)       | +47,9   |
| 10.              | 2  | Dmytro Pidručnyj           | Ukrajina  | 41:42,3 | 3 (0+0+1+2)       | +48,2   |
| 11.              | 8  | Simon Desthieux            | Francie   | 41:57,5 | 6 (0+0+4+2)       | +1:03,4 |
| 12.              | 16 | Vetle Sjåstad Christiansen | Norsko    | 42:06,6 | 2 (0+0+0+2)       | +1:12,5 |
| 13.              | 1  | Johannes Thingnes Bø       | Norsko    | 42:11,9 | 7 (0+0+2+5)       | +1:17,8 |
| 14.              | 26 | Jakov Fak                  | Slovinsko | 42:13,1 | 4 (0+2+1+1)       | +1:19,0 |
| 15.              | 25 | Philipp Nawrath            | Německo   | 42:13,6 | 5 (1+0+2+2)       | +1:19,5 |
| 16.              | 17 | Jevgenij Garaničev         | Rusko     | 42:19,1 | 4 (0+0+0+4)       | +1:25,0 |
| 17.              | 13 | Lukas Hofer                | Itálie    | 42:32,7 | 7 (0+3+3+1)       | +1:38,6 |
| 18.              | 14 | Benjamin Weger             | Švýcarsko | 42:33,3 | 4 (0+2+1+1)       | +1:39,2 |
| 19.              | 28 | Felix Leitner              | Rakousko  | 42:35,1 | 4 (0+1+2+1)       | +1:41,0 |
| 20.              | 23 | Tomáš Krupčík              | Česko     | 42:45,3 | 5 (0+0+2+3)       | +1:51,2 |
| 21.              | 21 | Sean Doherty               | USA       | 42:50,0 | 4 (1+1+1+1)       | +1:55,9 |
| 22.              | 22 | Erlend Bjøntegaard         | Norsko    | 43:00,8 | 5 (2+1+2+0)       | +2:06,7 |
| 23.              | 27 | Jeremy Finello             | Švýcarsko | 43:05,1 | 4 (0+1+2+1)       | +2:11,0 |
| 24.              | 9  | Martin Fourcade            | Francie   | 43:22,9 | 5 (1+2+0+2)       | +2:28,8 |
| 25.              | 19 | Andrejs Rastorgujevs       | Lotyšsko  | 43:37,6 | 4 (0+2+2+0)       | +2:43,5 |
| 26.              | 20 | Sebastian Samuelsson       | Švédsko   | 43:52,2 | 5 (1+2+1+1)       | +2:58,1 |
| 27.              | 18 | Erik Lesser                | Německo   | 43:53,9 | 6 (2+1+2+1)       | +2:59,8 |
| 28.              | 29 | Michal Krčmář              | Česko     | 43:57,3 | 6 (3+1+1+1)       | +3:03,2 |
| 29.              | 5  | Vladimir Iliev             | Bulharsko | 44:00,5 | 8 (3+1+2+2)       | +3:06,4 |
| 30.              | 30 | Leif Nordgren              | USA       | 44:45,8 | 5 (2+0+1+2)       | +3:51,7 |